# کوچه پستخانه
پستخانهٔ قدیم، کوچه‌ای قدیمی در خیابان شریعتی شهر تبریز است.
در گذشته، اداره پست تبریز در یکی از گذرهای قدیم شهر در یک عمارت قدیمی سه طبقه دایر شد که بعدها این کوچه به نام کوچه پستخانه شناخته شد. بعد از احداث خیابان شریعتی شمالی، این کوچه به دو قسمت، تقسیم شد. ساختمان پستخانه از سه طبقه تشکیل شده بود که عبارت بودند از پست، تلفن و تلگراف که بعدها تلگرافخانه از پست جدا شده، در بازار و در خیابان ارتشی شعبه‌ای ایجاد نمودند.

## مکان‌های مهم
از مکان‌های مهم کوچهٔ پستخانه می‌توان به «مسجد صمصام خان» اشاره کرد که در دوران جنبش مشروطه، مرکز اجتماع مشروطه‌خواهان بود. همچنین در نزدیکی کوی پستخانه کوی آرامیان، سالن تئاتر آرامیان، خلیفه‌گری ارامنه و دفتر روزنامه آلیک قرار داشت. همچنین یکی از بزرگترین مراکز هنری تبریز که مرکز هنری آرامیان محسوب می‌شد به همراه کلیسای مریم مقدس در نزدیکی پستخانه قدیم قرار داشت.
در محدودهٔ پستخانهٔ قدیم، اکثر کنسولگری‌های خارجی واقع شده بودند. معروف‌ترین بیمارستان شهر در آن دوران به نام بیمارستان خیریه نیز در این محدوده قرار داشته و الان هم وجود دارد. دیک باشی یا میدان نماز هم یکی از مشهورترین میدان‌های نزدیک پستخانه بود.